# 大阪府立桜和高等学校
大阪府立桜和高等学校（おおさかふりつ おうわ こうとうがっこう）は、大阪市北区松ヶ枝町にある公立高等学校。

## 概要
大阪市が市立の高等学校として開校を構想し、従来の大阪市立南高等学校・大阪市立西高等学校・大阪市立扇町総合高等学校の3校を統合したうえで、2022年度に新設開校することを計画した。前身校3校の教育実践を受け継ぐことを視野に入れている。新校設置準備は大阪市教育委員会としておこなわれたが、2022年4月1日付で大阪市立の高等学校全校が大阪府に移管されることに伴い、桜和高等学校は移管と同時に大阪府立高等学校として開校した。
「次世代の大阪を創成する人材の育成」「教育に携わる人材の育成」を目標にして、教育に関する内容を軸とした専門学科・教育文理学科を設置する。教育に関する対話や協働に関する科目、学校インターン実習などの科目、英語を用いた協働学習、情報機器の活用に関する科目などが設定されるとしている。
1年は共通履修とするが、2・3年では国際文化コース・教職教育コース・理数情報コースの3コースを設定する。国際文化コースはグローバルな視点から様々な課題に対応できる人材を育成するとし、人文科学や社会科学の分野の進路を目指す生徒を想定している。教職教育コースは人間力を高めて教育の専門知識を身につけることを目的とし、教員や保育士などを志望する生徒を想定している。理数情報コースは自然科学や情報科学を中心とし、理工学系の進路を目指す生徒を想定している。
大阪教育大学やほかの大学および地域社会と「チーム学校」を構成し、大学や地域との連携で教育活動をおこなうとしている。大学教員による授業や、大学生・大学院生との交流なども予定されている。桜和高等学校で教育に関する科目を一定単位以上履修した場合、大阪教育大学が実施する「学校推薦型選抜（特別枠）」入学試験の受験資格を得られるとしている。またアメリカ合衆国2校・オーストラリア1校の計3校の海外姉妹校との交流をおこない、交換留学や海外研修をおこなうとしている。
校名は一般公募をもとに、大阪市教育委員会が選定した。校名については、言葉の響き、また学校の近くにある大川の桜並木の「桜」と令和の「和」ならびにチーム学校の「和」を想起させること、「教育コミュニティの醸成」という学校設置理念と合致することから選定された。校章およびエンブレムは大阪市立デザイン教育研究所（専修学校）にデザインを依頼し、学生の応募作品から採用された。

## 沿革
大阪市教育委員会は2010年代、大阪市立の普通科系高等学校の再編方針を打ち出した。背景には、少子化の進行による生徒数の減少や、大阪府教育委員会と大阪市教育委員会が連携して2013年11月に打ち出した「2018年度までに府立・大阪市立あわせて7校程度の公立高校の募集停止・統廃合を検討する」方針があった。
大阪市高等学校教育審議会は2017年1月23日、「本市普通科系高等学校の在り方について（第12次答申）」を大阪市教育委員会に提出した。答申では、市立普通科系高等学校7校を設置学科の特徴によって「スポーツ体育系」「理数系」「言語系・実業系および総合学科」の3グループに分類し、「言語系・実業系および総合学科」の同一グループに分類された大阪市立南高等学校・大阪市立西高等学校および大阪市立扇町総合高等学校について、英語力やICT活用力・市立としての強みを生かした高大連携などをおこなう新たな普通科系高等学校としての検討を提言した。
2017年7月14日の大阪市教育委員会会議において、南高等学校・西高等学校および扇町総合高等学校の大阪市立3高校を1校に統合し、2022年4月1日に従来の扇町総合高等学校の校地に新しい普通科系高等学校を開校させる計画が原案どおり了承された。
新校では「教育」を軸とした教育課程が組まれることになり、2018年10月2日の大阪市教育委員会会議で基本方針が承認された。
統合新校の名称は市民などからの公募を経て、2020年5月7日に校名案を「桜和高等学校」に決定したと発表した。2020年5月26日に大阪市会で統廃合関連の条例案が可決されたことにより、2022年4月1日付で「大阪市立桜和高等学校」の設置が大阪市条例の上で決定した。
一方で大阪市と大阪府の方針により、大阪市立の高校全校を大阪府に移管する方針が2019年に具体化し、同年9月までに移管の基本合意に至った。さらに具体的な折衝がおこなわれ、大阪府教育委員会は2020年8月31日の教育委員会会議で、市立高校の府立移管・府立としての受け入れ方針を承認した。2020年12月、大阪市会および大阪府議会でそれぞれ、移管に関連する条例が可決・成立した。
このことに伴い大阪市立の高等学校は2022年4月1日付で大阪府に移管されることになった。同日に開校予定の桜和高等学校は「大阪府立桜和高等学校」として開校することになった。

### 年表
- 2017年7月14日 - 大阪市教育委員会、扇町総合高等学校・南高等学校・西高等学校の大阪市立3高等学校を統合し、「新普通科系高等学校」を設置する方針を決定。
- 2018年10月2日 - 大阪市教育委員会が「新普通科系高等学校」の基本方針を承認。
- 2020年5月7日 - 大阪市教育委員会、「新普通科系高等学校」の校名案を「桜和高等学校」と発表。
- 2020年5月26日 - 大阪市会での学校設置条例改正案可決により、2022年4月1日付での「大阪市立桜和高等学校」の設置が決定。
- 2020年12月 - 大阪市立の高等学校移管関連の条例、大阪市会・大阪府議会でそれぞれ成立。2022年4月1日付での大阪府条例に基づく大阪府立桜和高等学校の設置が決定。
- 2022年4月1日 - 大阪府に移管。大阪府立桜和高等学校が開校。

## 交通
- Osaka Metro谷町線・堺筋線 南森町駅（3号出入口）より北東へ約700m
- JR東西線 大阪天満宮駅（1番出口）より北東へ約600m
- 大阪環状線 桜ノ宮駅（西口）より南西へ約900m
- 京阪本線・京阪中之島線 天満橋駅より北へ約1km
- 大阪シティバス 東天満バス停より北へ約200m